# Factory Five Racing

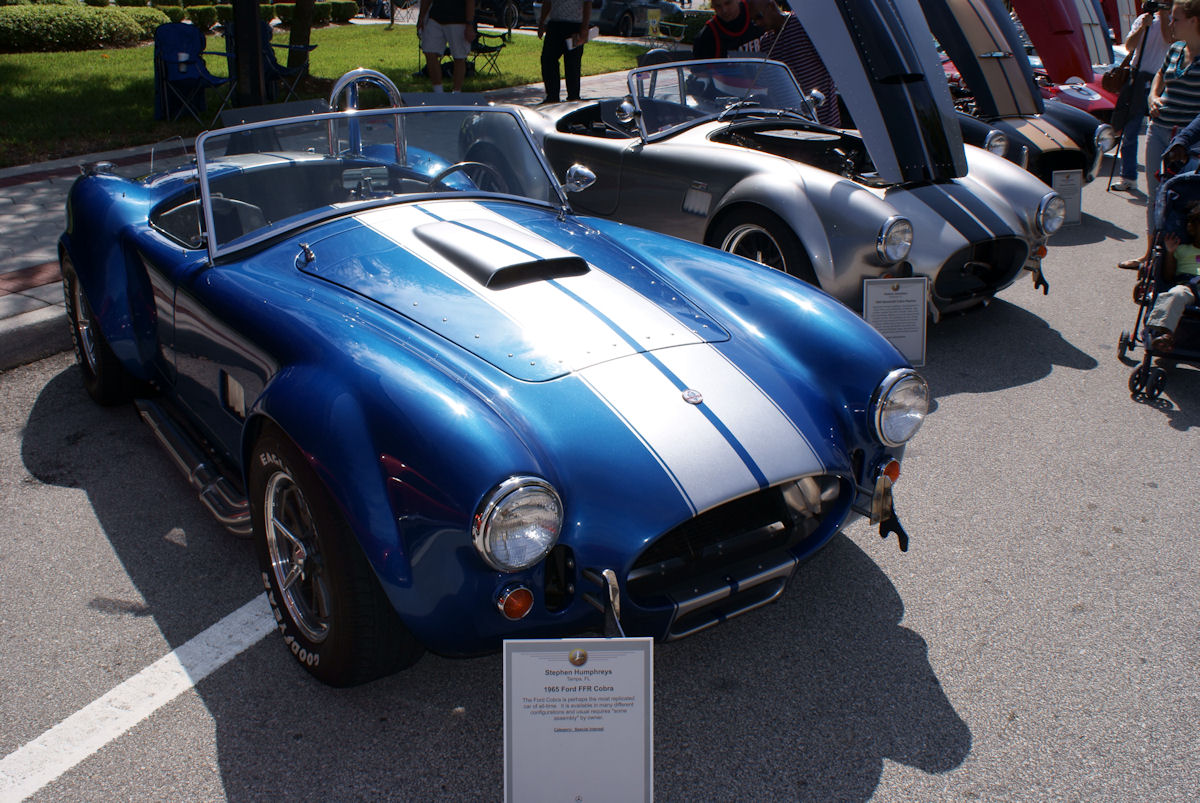
Factory Five Cobra

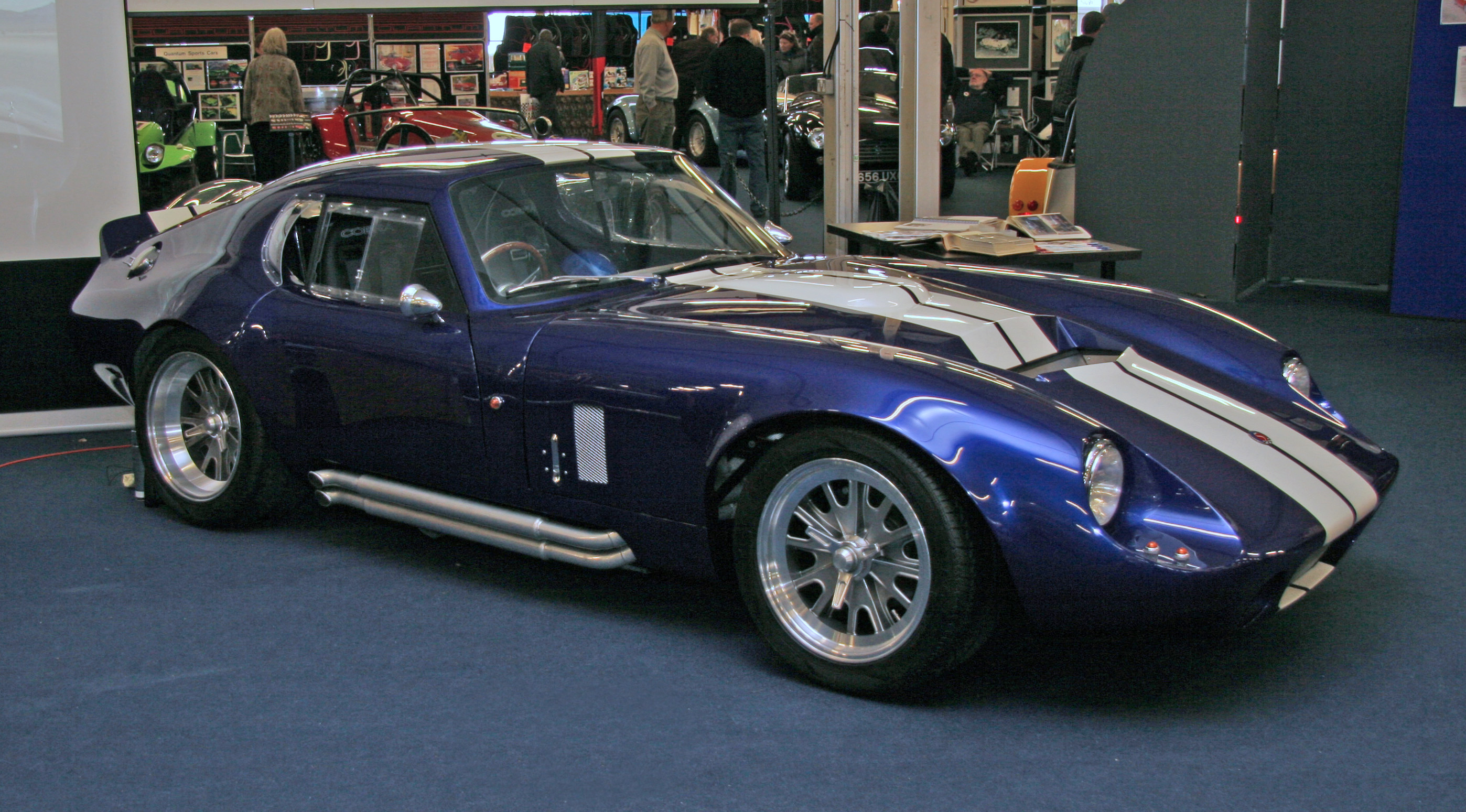
Factory Five Type 65

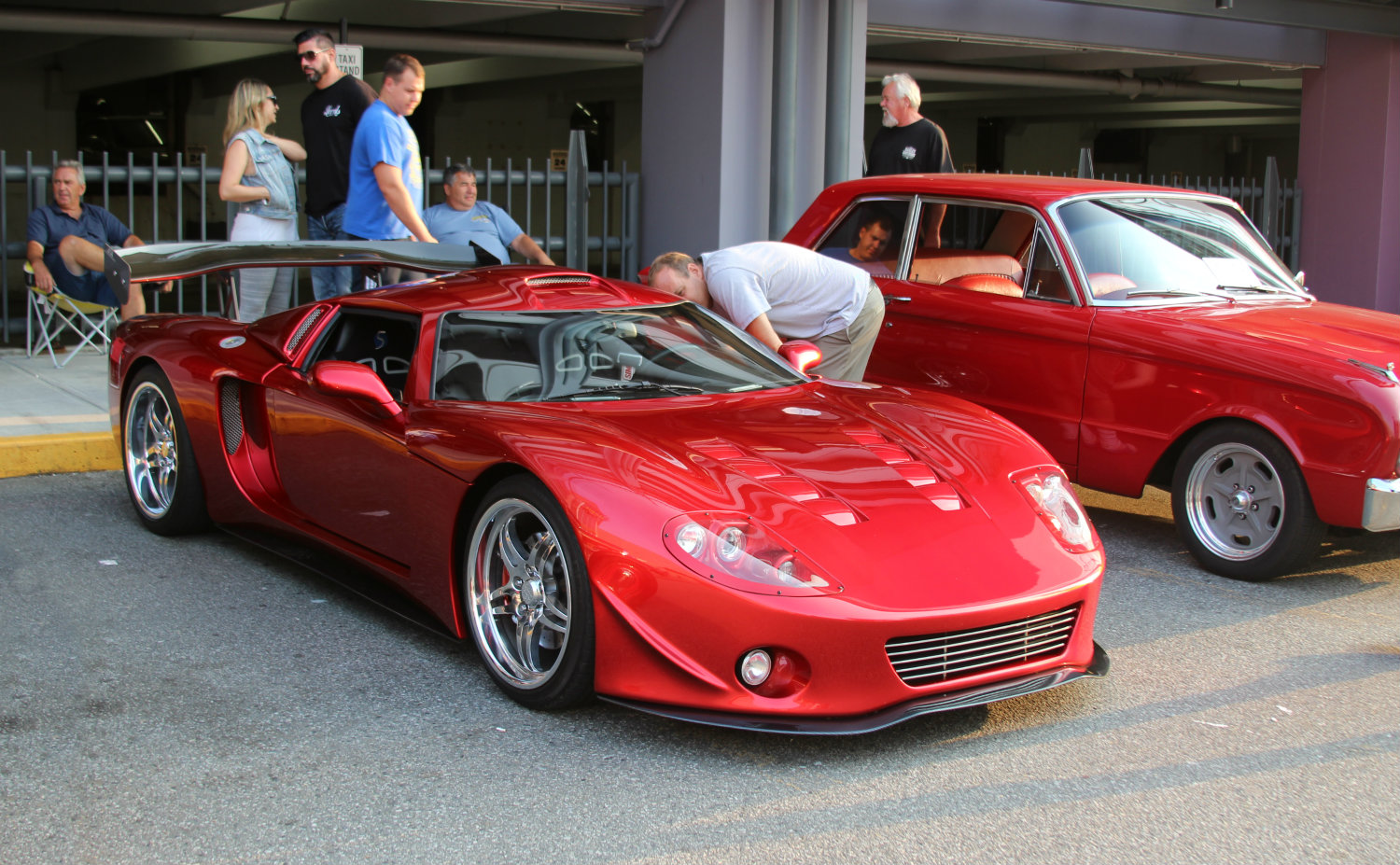
Factory Five GTM

Factory Five Racing Inc. ist ein US-amerikanischer Hersteller von Automobilen.

## Unternehmensgeschichte
Das Unternehmen wurde am 1. April 1996 gegründet. David T. Smith leitet es. Der Sitz befindet sich in Wareham in Massachusetts. Es stellt Automobile und Kit Cars her. Der Markenname lautet Factory Five.

## Fahrzeuge
Ein Modell ist die Nachbildung des AC Cobra. Ein V8-Motor vom Ford Mustang mit 5000 cm³ Hubraum trieb die ersten Fahrzeuge an.
Das Coupé Type 65 ist dem AC Cobra Daytona nachempfunden.
Der GTM Supercar ist ein eigenständiger Sportwagen als Coupé.
Den 818 gibt es als Roadster und Coupé. Ein Motor von Subaru ist in Mittelmotorbauweise hinter den Sitzen montiert.
Der ’33 Hot Rod ist ein Hot Rod, der einem Modell von Ford von 1933 ähnlich sieht.